# Przełęcz pod Świstowym Rogiem
Przełęcz pod Świstowym Rogiem (słow. Vyšné Podúplazské sedlo, Horné Podúplazské sedlo) – przełęcz znajdująca się w Świstowej Grani w słowackiej części Tatr Wysokich. Oddziela ona Świstowy Róg od Świstowego Szczytu (precyzyjniej od dużego uskoku w jego grani). Siodło Przełęczy pod Świstowym Rogiem jest wyłączone z ruchu turystycznego, na jej siodło wstęp mają jedynie taternicy.

## Historia
Pierwsze wejścia turystyczne:
- Kazimierz Piotrowski i Mieczysław Świerz, 18 sierpnia 1910 r. – letnie,
- Jadwiga Pierzchalanka i Jerzy Pierzchała, 23 marca 1936 r. – zimowe.